# 旅屋おかえり
『旅屋おかえり』（たびやおかえり）は、原田マハによる日本の小説。2014年9月19日に集英社より文庫化された。唯一のレギュラー番組を打ち切られた「よろずやプロ」所属タレントの女性が事務所に届いた女性のメールをきっかけに旅代行業を生業として全国行脚をする過程を描く。第12回エキナカ書店大賞受賞。

## 登場人物
丘えりか
澄川のんの
萬鉄壁

## 書誌情報
- 原田マハ 『旅屋おかえり』 集英社文庫 / 集英社、2014年9月19日発売、ISBN 978-4-08-745225-9

## テレビドラマ
2022年1月25日から1月28日までの19時30分 - 20時00分に NHK BSプレミアムで放送された。全4回。主演は安藤サクラ。第1話・第2話は「秋田編」、第3話・第4話は「愛媛・高知編」を放送。
2023年には「長野編」「兵庫編」（計4話）が放送されることが発表された。第5話・第6話は「長野編」、第7話・第8話は「兵庫編」を放送された。

### キャスト
丘えりか（通称：おかえり）
演 - 安藤サクラ
芸能事務所「よろずやプロ」所属の女性タレント。
澄川のんの
演 - 美保純
芸能事務所「よろずやプロ」の経理兼黒幕。
萬鉄壁（よろず てっぺき）
演 - 武田鉄矢
芸能事務所「よろずやプロ」の社長兼おかえりのマネージャー。
青木豪太
演 - 斉藤慎二
芸能事務所「よろずやプロ」。

#### ゲスト
秋田編
玉田大志
演 - 眞島秀和
玉肌温泉の湯守。
阿部悟
演 - 勝村政信
養鶏場の主人。
阿部みとえ
演 - 木野花
悟の母。

愛媛・高知編
国沢真理子
演 - 草刈民代
鉄壁の元妻。現在は民宿を営んでいる。
国沢レオ
演 - ヴァサイェガ渉（少年忍者 / ジャニーズJr.）
真理子と、再婚した夫との間に生まれた息子。
江田悦子
演 - 真野響子
「江田ソース」の会長。
河野正一
演 - 寺田農
紙すき職人であり、真理子の紙すきの師匠。

長野編
藤森花音
演 - 長濱ねる
蓼科からやってきたという大学生。
矢野部俊郎
演 - 岡山天音
ダブルローカルというライフスタイルを推し進める、NPO法人の青年。
藤森誠一
演 - 橋本さとし
ホースビレッジを営む花音の父。

兵庫編
慶田盛元
演 - 玉置玲央
かつてよろずやプロに所属していたおかえりの先輩俳優。
小島
演 - 六平直政
兵庫県出石の出石焼窯元の陶芸家にして地元の有力者。
荒川大地
演 - 中山義紘
元がかつて世話になった兵庫の民宿の長男。
荒川美子
演 - 智順
大地の妻でそばめし屋のおかみさん。
荒川大海
演 - 上川周作
大地の弟で、フランス料理のシェフ。
荒川はるか
演 - 岡本玲
大海の妻。大地と大海の仲たがいに心を痛めている。

### スタッフ
- 原作 - 原田マハ 『旅屋おかえり』（集英社文庫刊）
- 脚本 - 長田育恵
- 音楽 - 遠藤浩二
- 制作統括 - 落合将、東山充裕
- 演出 - 渡邊良雄
- プロデューサー - 佐々木善春
- 広報プロデューサー - 土居美希

### 放送日程

#### 秋田編 / 愛媛・高知編
| 各話  | 放送日        | サブタイトル      |
| ----- | ------------- | ----------------- |
| 第1話 | 2022年1月25日 | 秋田編 前編       |
| 第2話 | 1月26日       | 秋田編 後編       |
| 第3話 | 1月27日       | 愛媛・高知編 前編 |
| 第4話 | 1月28日       | 愛媛・高知編 後編 |

#### 長野編 / 兵庫編
| 各話  | 放送日        | サブタイトル |
| ----- | ------------- | ------------ |
| 第5話 | 2023年1月30日 | 長野編 前編  |
| 第6話 | 1月31日       | 長野編 後編  |
| 第7話 | 2月01日       | 兵庫編 前編  |
| 第8話 | 2月02日       | 兵庫編 後編  |